# Sergio Mauri
Sergio Mauri, pseudonimo di Mauro De Gregorio (La Spezia, 9 marzo 1939), è un cantante italiano.
Ha contribuito, tra gli anni 60 e 80, a portare avanti e rinnovare la canzone melodica italiana.

## Biografia

### Gli inizi
Da sempre affascinato dalle canzoni all'italiana, nel 1956 prende lezioni di canto dal maestro Eduardo Falcocchio. Nel 1957 vince il Festival Nazionale della Canzone a La Spezia con Ho bisogno di te. Uguale successo ottiene al Festival dell'anno successivo con Anche gli angeli piangono. Nel 1959 si aggiudica il Festival della Canzone del Lido di Chiavari con Serenatella al chiar di luna. Dopo questi primi lusinghieri successi, viene scritturato per tre anni dalla Rai di Napoli. Nello stesso periodo è protagonista di numerosi spettacoli in tutta la Campania con le orchestre dirette dai maestri Giuseppe Anepeta e Luigi Vinci. Nel 1960 e nel 1961 vince il Disco d'oro, manifestazione canora messa in palio da un giornale locale napoletano. Sempre nei primi anni 60 compie numerosi spettacoli con la compagnia di rivista di Beniamino Maggio. Dopo la parentesi napoletana si trasferisce a Milano, dove si esibisce negli avanspettacoli e nelle compagnie di rivista di Marisa Del Frate. Scritturato dall'etichetta Discografici Riuniti, sotto la direzione artistica del maestro Bruno Pallesi, realizza vari long playing (Musica del cuore, Il primo amore, Souvenir di Roma, Le più belle canzoni di Napoli e Firenze mia) in cui ripropone alcune delle più significative melodie della nostra tradizione canora. Nel 1966 partecipa al Festival di Zurigo con Torna presto accompagnato dall'orchestra di Pino Calvi. La collaborazione con il maestro Calvi continua con la pubblicazione, nello stesso anno, di un 45 giri con l'Ave Maria di Schubert e di Gounod.

### Da Mauro De Gregorio a Sergio Mauri
Nel 1967 passa alla casa discografica Fonocrom, dove gli viene consigliato di cambiare il nome a favore di uno più "musicale". Alla fine, viene scelto lo pseudonimo Sergio Mauri. Sotto la direzione artistica del maestro Mario Battaini, il "nuovo" cantante Sergio Mauri si dedica a un'intensa attività discografica, spaziando tra i più disparati generi musicali: canzoni melodiche, stornelli, canti religiosi, serenate, brani goliardici, motivi popolari, canzoni moderne, operette, e così via. Particolare successo riscuotono gli album 20 successi del secolo, Vecchi ricordi e i cinque volumi dell'antologia Canzoni all'italiana. Alla fine degli anni 70, in Italia, esplode il "fenomeno" Julio Iglesias. Si decide così di far incidere a Sergio Mauri alcune delle sue canzoni più importanti. Escono così, sotto la direzione artistica del maestro Paolo Tomelleri, gli album Amore in musica (1978) e Innamorarsi alla mia età (1979). Questi dischi ottengono un notevole successo, tanto da essere ristampati più volte. In seguito, collabora inoltre con il maestro Pino Piacentino, realizzando le raccolte: Sergio Mauri canta per Voi (1980) e Sergio Mauri presenta (1981).

### La svolta cantautorale
Continua l'attività discografica e dal vivo anche negli anni 80. Prima pubblica con l'Alpharecord Il romantico Sergio Mauri e poi, con la Duck Record, quattro long playing (Ricordi, Canzoni, Come un poeta e Cuore e melodia) dove alterna canzoni celebri a brani inediti. Ricordi, arrangiato dal maestro Mario Battaini, vede Sergio Mauri, per la prima volta, autore di alcuni dei testi. Come un poeta, arrangiato dal maestro Vittorio Paltrinieri, è considerato dallo stesso Mauri il suo album migliore.
«Io ho cantato centinaia di canzoni di tutti gli autori della musica tradizionale italiana, ma a un certo punto ho sentito il bisogno di esprimere anche qualcosa di mio. Senza alcuna presunzione di essere un autore, solo per esternare quello che ho nell'animo».
Con questo nuovo spirito artistico, Mauri diventa autore di parecchie delle nuove canzoni da lui proposte che saranno inserite negli album L'amore è una cosa meravigliosa (1988) arrangiato dal maestro Antonio Valli e Tu malinconia (1989) arrangiato dal maestro Leonardo Marzagalia.

### Gli ultimi anni
Nel 1990 incide per la Butterfly Music due compact disc: La violetera e Signorinella, ancora una volta sotto la direzione artistica del maestro Mario Battaini. Questi dischi ottengono un discreto successo di vendite, tanto da essere tuttora in catalogo. Successivamente è protagonista di una fortunata tournée in Svizzera con Gino Latilla. Poco dopo, nonostante le richieste di registrazioni e di esibizioni dal vivo, Sergio Mauri decide di ritirarsi dal mondo dello spettacolo. A chi gli chiede il motivo di questa sua decisione, il cantante replica così:
«Ascoltando le mie ultime incisioni mi resi conto di essere un po' troppo maturo per i miei gusti. Dico maturo perché capii che la mia voce cominciava a invecchiare. Tutto invecchia, c'è poco da fare. Personalmente, sono dell'idea che bisogna smettere quando si è ancora validi. Decisi perciò di ritirarmi, soprattutto per lasciare un buon ricordo».

## Discografia

### come Mauro De Gregorio

#### Album
- 1962 - Musica del cuore (Capitan, CLP 56)
- 1963 - Il primo amore (Capitan, CLP 57)
- 1964 - Souvenir di Roma (Capitan, CLP 59)
- 1965 - Le più belle canzoni di Napoli (Capitan, CLP 60)
- 1966 - Firenze mia (Capitan, CLP 67)

#### Singoli
- 1961 - Luna rossa/Le rose rosse (Diagram, DG 062)
- 1961 - Tango del mare/Serenata celeste (Diagram, DG 063)
- 1962 - Signorinella/Piccola santa (Diagram, DG 064)
- 1962 - Campane/Torna piccina (Diagram, DG 065)
- 1963 - Spazzacamino/Signora fortuna (Diagram, DG 066)
- 1963 - Torna a Surriento/'O marenariello (Diagram, DG 067) Lato A cantato da Gianni Traversi
- 1964 - Munasterio 'e Santa Chiara/Maria, Marì (Diagram, DG 068)
- 1964 - I' te vurria vasà/Anema e core (Diagram, DG 069)
- 1965 - Santa Lucia luntana/'O surdato 'nnammurato (Diagram, DG 070)
- 1965 - 'E spingole frangese/Funiculì, funiculà (Diagram, DG 071)
- 1965 - Terra straniera/Miniera (Diagram, DG 072)
- 1966 - Torna presto/Voglio portarti al mio paese (Interrecord, INP 1008)
- 1966 - Ave Maria di Schubert/Ave Maria di Gounod (River, RNP 3005)

### come Sergio Mauri

#### Album
- 1967 - 20 successi del secolo (Tiger, AS 12)
- 1967 - Vecchi ricordi (Tiger, AS 31)
- 1968 - Stornelli a piena voce (Revival Folk, RV 209)
- 1968 - La Roma di Sergio Mauri (Revival Folk, RV 210)
- 1968 - Stornellata romana (Revival Folk, RV 211)
- 1969 - San Gabriele (Revival Folk, RV 246)
- 1969 - Carnevale a Viareggio (Garden Folk, GLP 9001)
- 1970 - Canzoni all'italiana vol. 1 (Revival Pop, RV 701)
- 1971 - Canzoni all'italiana vol. 2 (Revival Pop, RV 702)
- 1972 - Canzoni all'italiana vol. 3 (Revival Pop, RV 703)
- 1973 - Canzoni all'italiana vol. 4 (Revival Pop, RV 704)
- 1974 - Canzoni all'italiana vol. 5 (Revival Pop, RV 705)
- 1975 - L'operetta vol. 1 (Revival Pop, RV 7049)
- 1976 - L'operetta vol. 2 (Revival Pop, RV 7050)
- 1977 - L'operetta vol. 3 (Revival Pop, RV 7051)
- 1978 - Amore in musica (Revival Folk, RV 790)
- 1979 - Innamorarsi alla mia età (Up, LPUP 5276)
- 1980 - Sergio Mauri canta per Voi (Fonola Dischi, C 812)
- 1981 - Sergio Mauri presenta (Tirsu, TRC 311)
- 1982 - Il romantico Sergio Mauri (Serie Primavera, PRN 1618)
- 1983 - Ricordi (Intensity, LTY 056)
- 1983 - Canzoni (Intensity, LTY 060)
- 1984 - Come un poeta (Intensity, LTY 067)
- 1985 - Cuore e melodia (Six Record, SLP 108)
- 1986 - Signorinella-Miniera (D.V. More Record, MCDV 2037)
- 1986 - Il primo amore-Tango del mare (D.V. More Record, MCDV 2038)
- 1987 - Luna rossa-Serenata celeste (D.V. More Record, MCDV 2039)
- 1987 - Campane-Spazzacamino (D.V. More Record, MCDV 2040)
- 1988 - L'amore è una cosa meravigliosa (D.V. More Record, MCDV 2041)
- 1989 - Tu malinconia (D.V. More Record, MCDV 2042)
- 1990 - La violetera (Butterfly Music, RMCD 4275)
- 1990 - Signorinella (Butterfly Music, RMCD 4276)

#### Singoli
- 1967 - Cancello tra le rose/Campane (Melody, NP 1727)
- 1967 - Luna rossa/Fontane (Melody, NP 1728)
- 1967 - Villa triste/Capinera (Melody, NP 1729)
- 1967 - Rosso di sera/Chitarratella (Melody, NP 1730)
- 1967 - Stornello a pungolo/Stornello del marinaio (Melody, NP 1731)
- 1967 - Borgo antico/Bruna isolana (Melody, NP 1732)
- 1967 - Valzer della povera gente/Una chitarra nella notte (Melody, NP 1733)
- 1967 - Piccola santa/Non si compra la fortuna (Melody, NP 1734)
- 1967 - Passa la ronda/Serenata serena (Melody, NP 1735)
- 1967 - Piccola Butterfly/Manuela (Melody, NP 1736)
- 1967 - Il primo amore/Lucciole vagabonde (Melody, NP 1737)
- 1967 - La romanina/Canta se la vuoi cantar (Melody, NP 1749)
- 1968 - Mo me ne vaco a Pusilleco/E si nun fosse overo? (Tiger, AS 022)
- 1968 - Vivere/Voglio vivere così (Fonocrom, GR 6073)
- 1968 - Mandulino ammore mio/Suona, suona violino (Fonocrom, GR 6105) Lato B cantato da Rino Gionchetta
- 1968 - Chiudi la tua finestra/Non ti scordar di me (Fonocrom, GR 6121) Lato B cantato da Rudy Rickson
- 1968 - Bandiera bianca/Ammore 'e Napule (Fonocrom, GR 6124)
- 1968 - Serenata messicana/Gli zingari (Fonocrom, GR 6149)
- 1968 - Granada/Messico (Fonocrom, GR 6150)
- 1968 - Povero cuore/Tripoli 1969 (Fonocrom, GR 6151) Lato B cantato da Barbara
- 1969 - Le belle donne/Piccola donna (Fonocrom, GR 6160) Lato B cantato da Edy Brando
- 1969 - Meglio una sera piangere da solo/Cosa hai messo nel caffè (Fonocrom, GR 6162) Lato B cantato da Luciano Secchi
- 1969 - Sole/Arrivederci mare (Fonocrom, GR 6175) Lato A cantato da Luciano Secchi
- 1969 - L'altalena/Intorno a me mulini (Fonocrom, GR 6177) Lato A cantato da Edy Brando
- 1969 - La mia mama/Isadora (Fonocrom, GR 6205) Lato A cantato da Edy Brando
- 1969 - Il tuo mondo/Che male fa la gelosia (Fonocrom, GR 6208) Lato B cantato da Barbara
- 1970 - Non sono Maddalena/La paloma (Fonocrom, GR 6214) Lato A cantato da Edy Brando
- 1970 - Ma chi se ne importa/Il sole del mattino (Fonocrom, GR 6218) Lato A cantato da Tony Arden
- 1970 - Serenata/L'amore è una colomba (Fonocrom, GR 6226) Lato B cantato da Lalla
- 1970 - Non è la pioggia/Viale Kennedy (Fonocrom, GR 6240) Lato B cantato da Barbara
- 1971 - Lo spazzacamino/Quel mazzolin di fiori (Fonocrom, GR 9147) Lato B cantato da Tony Arden
- 1971 - Il cacciatore nel bosco/Andando in Francia (Fonocrom, GR 9148)
- 1971 - La domenica andando alla messa/La pastorella (Fonocrom, GR 9149)
- 1971 - La cosa più bella/Piccola vagabonda (Sirio, ADD 926)
- 1972 - Quanto è bella lei/Non mi aspettare questa sera (Revival Pop, RP 2004) Lato A cantato da Luciano Secchi
- 1973 -  Canti nuovi/Hai ragione cara mamma (Revival Folk, RF 3038) Lato B cantato da Sandra
- 1974 - Oh Landarenca mia/Sparve il ciel (Castelbox, CB 001) Lato B cantato da Vittorio Castelnuovo
- 1975 - Stella alpina/Auf widersehen Lugano (Vandisk, VAN 6) Lato B cantato da Il Quartetto di Biasca
- 1976 - Omaggio al traforo del San Gottardo/Santa Barbara (Vandisk, VAN 13) Lato B cantato da Vittorio Castelnuovo
- 1980 - Serenata vagabonda/Calice amaro (Fonola Dischi, NP 2248)
- 1980 - Innamorati di me/Amore perdonami (Fonola Dischi, NP 2249)
- 1981 - Buon compleanno/Tanti auguri a te (Signal, S 751) Lato B cantato da I Sanremini
- 1989 - Non piangere/Dolce mandolino (Drums, ED 2183)